# Dário António
Dário António Marcelino (* 22. Oktober 1992 in Maianga) ist ein ehemaliger angolanischer Radrennfahrer.

## Sportliche Laufbahn
Seine größten Erfolge waren der Gewinn der angolanischen Meisterschaft im Straßenrennen 2016 und im Einzelzeitfahren 2017 und 2018 und der Gewinn der Gesamtwertung der Tour du Faso 2019. Beim Gesamtsieg der Tour du Faso 2019 gewann er mit seiner Mannschaft BAI-Sicasa-Petro de Luanda das Mannschaftszeitfahren auf der ersten Etappe und kam auf der dritten Etappe auf den dritten Platz. Weiteren Podiumsplätze während seiner Karriere waren der dritte Platz bei den Angolanischen Meisterschaften 2015 im Straßenrennen und im Einzelzeitfahren und ein dritter Platz auf der dritten Etappe der Tour de Côte d'Ivoire-Tour de la Réconciliation 2017. 
Nach der Tour du Faso 2019 beendete António seine Radsportlaufbahn.

## Erfolge
2016
- Angolanischer Meister – Straßenrennen

2017
- Angolanischer Meister – Einzelzeitfahren

2018
- Angolanischer Meister – Einzelzeitfahren

2019
- Gesamtwertung und Mannschaftszeitfahren Tour du Faso